# Highgate

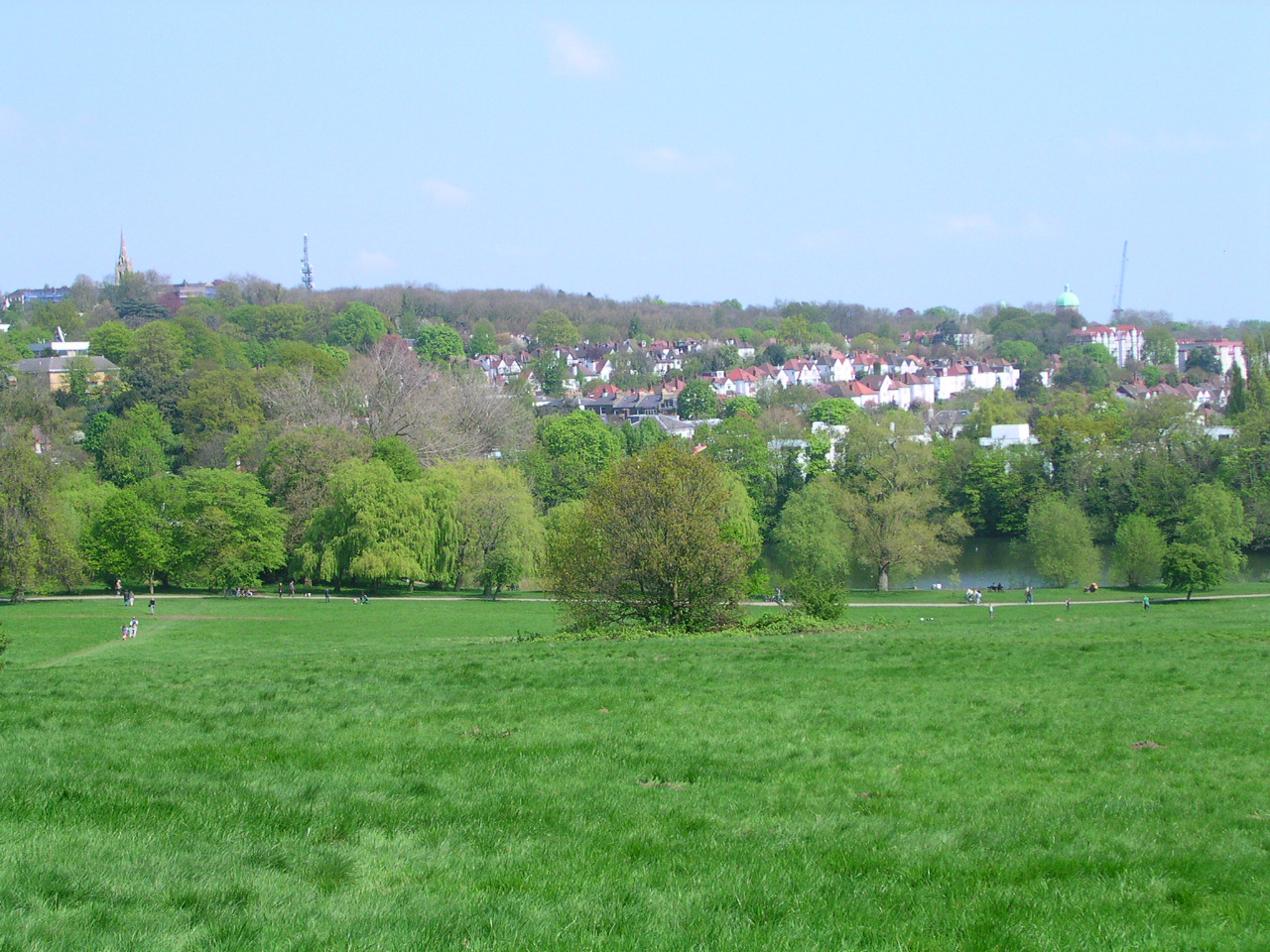
Highgate vista de Hampstead Heath

Highgate  é um distrito no borough de Islington, na Região de Londres, na Inglaterra, e em parte dos boroughs de Haringey e de Camden.
É o lugar mais alto da Região de Londres e é caracterizado pela sua arquitectura de estilo georgiano. É hoje um dos locais mais caros e tem seguido uma política de conservação activa do seu estilo arquitectónico.